# 新維希尼奇
新維希尼奇（Nowy Wiśnicz）是波蘭的一座城市。2004年，有人口2,724人。

## 外部連結
- Official town webpage （页面存档备份，存于） （波兰語）
- Jewish Community in Nowy Wiśnicz （页面存档备份，存于） on Virtual Shtetl

49°55′0″N 20°28′0″E / 49.91667°N 20.46667°E